# Bataille de Fuengirola
Cet article traite de la guerre de 1808-1814, appelée également Guerre d’Espagne. Pour la guerre d’Espagne de 1936-1939, voir l’article Guerre d'Espagne
Guerre d'indépendance espagnole
Batailles
- Cadix
- Fuengirola
- Baza
- Barrosa
- Zújar
- Bornos (1er)
- Tarifa
- Bornos (2e)

La bataille de Fuengirola se déroule le 15 octobre 1810, et oppose la garnison polonaise de la vieille forteresse maure de Fuengirola, sous les ordres de Franciszek Młokosiewicz (en), à un important corps expéditionnaire anglo-espagnol commandé par le général Andrew Thomas Blayney. La bataille se solde par une victoire polonaise.

## La bataille
Blayney ordonne un assaut sur le château Sohail, qui fait l'objet d'intenses bombardements. Les défenseurs polonais appartiennent au 4e régiment d'infanterie du duché de Varsovie. Sous les attaques féroces menées sur terre et sur mer par leurs homologues britanniques et par les forces espagnoles locales, environ 300 Polonais infligent de lourdes pertes aux troupes britanniques les plus réputées — telles que le 89th Regiment of Foot « The Princess Victoria's » ou le régiment d'infanterie de la Couronne. Ils finissent même par capturer Blayney, général très distingué. À la suite de cette victoire, plusieurs officiers polonais sont décorés de la Légion d'honneur par Napoléon lui-même.

### Sources
- (en) Cet article est partiellement ou en totalité issu de l’article de Wikipédia en anglais intitulé « Battle of Fuengirola » (voir la liste des auteurs).